# 하로! 모닝구。
하로! 모닝구。(ハロー!モーニング。, HELLO! MORNING。)는 TV 도쿄에서 2000년 4월 9일부터 2007년 4월 1일까지 방송된 헬로! 프로젝트의 중심 프로그램이다. 약칭은 하로모니。(ハロモニ。)
나레이션은 방송 개시부터 2001년 9월 30일까지는 아오야기 히데유(青柳秀侑)가, 같은 해 10월 7일부터 방송종료까지는 스와베 쥰이치(諏訪部順一)가 담당했다.
촬영 방식은 방송 개시부터 2004년 10월 10일까지는 4:3표준 화질 방송, 같은 달 17일 방송부터 방송 종료까지는 HD로 제작 되었다. 또한, 2006년 6월 이후에는 TV 도쿄 등 일부 방송국에서는 자막 방송도 실시했다.

## 개요
- 네트워크 세일즈가 아닌 로컬 세일즈 취급의 프로그램이었으나[1] 프로그램 개시 당시 인기 절정 이었던 모닝구무스메。의 레귤러 프로그램이었기 때문에 TXN 계열 이외의 많은 방송국에서도 프로그램을 구입해 방송하였기 때문에, 시청률도 4~5%대로 호조였으나 모닝구무스메의 인기가 하락하면서 시청률도 서서히 감소하기 시작해 최하 1%대 시청률을 보이는 회가 나타나면서 방송을 중단하는 방송국이 늘어나게 되었다.

- 2007년 4월 1일로서 방송이 종료되고 1주일후인 8일부터 후속 프로그램인 「하로모니@(ハロモニ@)」가 방송 되었으며 덧붙여 프로그램 방송 기간인 7년은 모닝구무스메의 4기 멤버 요시자와 히토미(吉澤ひとみ)의 재적 기간과 거의 일치한다.

- 프로그램 방송 개시 전 주인 2000년 4월 2일에는,「모닝구무스메。의 배꼽(モーニング娘。のへそ。)」과 영화「모무스메。달리다! 핀치 러너(モー娘。走る!ピンチランナー)」의 최신 정보를 포함한 사전 특별 프로그램이 30분에 걸쳐 방송되었다.

## 방송 시간

### TV 도쿄
- 2000년 4월 9일 ~ 2001년 9월 30일(일요일 11시 30분 ~ 12시 00분) 30분
- 2001년 10월 7일 ~ 2002년 12월 22일(일요일 11시 30분 ~ 12시 15분) 45분 (단 우라오쿠리[2]용은 30분)
- 2003년 1월 5일 ~ 3월 30일(일요일 11시 30분 ~ 12시 24분) 54분 (단 우라오쿠리용은 30분 또는 45분)
- 2003년 4월 6일 ~ 2005년 9월 25일(일요일 11시 30분 ~ 12시 30분) 60분 (단 우라오쿠리용은 54분)
- 2005년 10월 2일 ~ 2007년 4월 1일(일요일 11시 30분 ~ 12시 24분) 54분

※다음 프로그램인 「Ya-Ya-yah」가 6분 앞당긴 방송에 수반해서, TV 도쿄에서는 프로그램 개시 이래 처음 방송시간이 축소(6분 단축)되었다. 「Ya-Ya-yah」는 2003년 1월 5일부터 방송되어 「하로! 모닝구」가 종료할 때까지 다음 프로그램으로 방송되었다.

### TV 도쿄 이외의 방송국
위에 적은 것처럼 로컬 세일즈 프로그램 이었기 때문에 첫회부터 최종회까지 통틀어 동시 방송한 곳은 TVQ규슈방송뿐이다. 덧붙여, 첫회부터 2005년 9월 25일까지는 TV 오사카도 동시간대에 방송 했다.(이쪽도 동시 방송 이었지만, 2003년의 한시기와 2005년 4월 이후는 지연 방송 이었다.)
TXN 계열 각 방송국에서는 2007년 4월 20일의 TV 홋카이도를 마지막으로 방송을 종료했으며 TXN계열 이외의 방송국에서도 같은 해 9월 29일 TV 와카야마를 마지막으로 방송을 종료했다.
TXN 계열의 BS 디지털 방송국 BS JAPAN은 2000년 12월 1일에 개국했지만 개국 당시부터 음악 제작자 연맹과의 저작권·초상권 문제가 해결되지 않아서, 한번도 이 프로그램을 방송하지 않았다.

### 프로그램 종료까지의 지역 방송국
| 주된 방송 대상 지역  | 방송국             | 계열         | 방송 요일및 방송시간         | 방송 종료일     |
| -------------------- | ------------------ | ------------ | ---------------------------- | --------------- |
| 간토 광역권          | TV도쿄(TX)(제작국) | TV 도쿄 계열 | 일요일 11시 30분 ~ 12시 24분 | 2007년 4월 1일  |
| 후쿠오카현・사가현   | TVQ규슈방송        | TV 도쿄 계열 | 일요일 11시 30분 ~ 12시 24분 | 2007년 4월 1일  |
| 홋카이도             | TV 홋카이도(TVH)   | TV 도쿄 계열 | 금요일 25시 00분 ~ 25시 55분 | 2007년 4월 20일 |
| 아이치현             | TV 아아치(TVA)     | TV 도쿄 계열 | 일요일 10시 30분 ~ 11시 25분 | 2007년 4월 8일  |
| 오사카부             | TV 오사카(TVO)     | TV 도쿄 계열 | 수요일 10시 00분 ~ 10시 54분 | 2007년 4월 18일 |
| 오카야마현・가가와현 | TV 세토우치(TSC)   | TV 도쿄 계열 | 금요일 25시 28분 ~ 26시 23분 | 2007년 4월 13일 |
| 시가현               | 비와코 방송(BBC)   | 독립UHF국    | 목요일 22시 00분 ~ 22시 54분 | 2007년 4월 12일 |
| 나라현               | 나라 TV(TVN)       | 독립UHF국    | 화요일 8시 00분 ~ 8시 55분   | 2007년 4월 10일 |
| 와카야마현           | TV 와카야마(WTV)※  | 독립UHF국    | 토요일 15시 00분 ~ 15시 55분 | 2007년 9월 29일 |
| 니가타현             | TV 니가타(TeNY)    | 니혼 TV 계열 | 토요일 25시 30분 ~ 26시 25분 | 2007년 5월 5일  |
| 돗토리현・시마네현   | 산인방송(BSS)※     | TBS 계열     | 화요일 25시 00분 ~ 25시 55분 | 2007년 5월 8일? |
| 후쿠시마현           | 후쿠시마 TV(FTV)   | 후지 TV 계열 | 수요일 24시 35분 ~ 25시 30분 | 2007년 4월 11일 |
| 구마모토현           | TV 구마모토(TKU)   | 후지 TV 계열 | 목요일 24시 35분 ~ 25시 30분 | 2007년 4월 19일 |

- 중화민국의 國興衛視에서도 프로그램 종료까지 방송되었다.
- TV 니가타는, 2006년 10월 7일(TV 도쿄 9월 3일 방송분)부터 2007년 5월 5일의 최종회 (TV 도쿄 4월 1일 방송분)까지 방송되었다.
- 상기의 방송국에서는, 방송일시를 변경해서 후속 프로그램 「하로모니@」를 방송했다.(※표시 방송국은 제외)

### 프로그램 도중에 방송을 중단한 방송국
방송국에 따라서는, 한시기만 방송된 때도 있다.
방송 대상 지역, 방송국 (계열, 중단 날짜<중단된 회의 TV 도쿄 방송일>, 비고)
- 아오모리현 아오모리 아사히 방송(TV아사히 계열, 2003년 1월)
- 이와테현 IBC 이와테 방송(TBS계열, 2004년 9월 25일)
- 미야기현 미야기 TV(니혼TV 계열, 2006년 4월 7일)
- 야마가타현 TV-U 야마가타(TBS계열, 2003년 10월 9일)
- 니가타현 니가타 종합 TV(NST)(후지TV 계열, 2006년 3월 31일)
- 나가노현 나가노 방송(상동, 2004년 3월 25일)
- 시즈오카현 시즈오카 방송(SBS)(TBS계열, 2003년 10월 31일)
- 도야마현 도야마 TV(후지TV 계열, 2006년 3월 28일)
- 이시카와현 호쿠리쿠 방송(TBS계열, 2003년 9월 24일)
- 후쿠이현 후쿠이 TV(후지TV 계열, 2005년 4월 21일)
- 기후현 기후 방송(독립 UHF국, 2006년 10월 29일, 11월 5일부터 「원조!데부야(元祖!でぶや)」를 지연 방송중)
- 미에현 미에 TV(상동, 2006년 3월 16일)
- 히로시마현 주고쿠 방송(RCC)(TBS 계열, 불명)→히로시마 홈TV(TV아사히 계열, 2007년 4월 9일?, RCC에서 중지된 후 수개월 후에 방송 개시, 시기는 불명)
- 야마구치현 TV 야마구치(상동, 2004년 9월 25일)
- 에히메현 아이 TV(ITV)(상동, 2004년 3월 24일)
- 고치현 TV 고치(상동, 2000년 9월, 대략 5개월 만에 중단)
- 사가현 사가 TV(후지테레비 계열, 2001년 3월 27일)
- 나가사키현 TV 나가사키(상동, 2003년 9월 25일)
- 오이타현 오이타 방송(TBS 계열, 2000년 9월 24일)→오이타 아사히 방송(테레비아사히계열, 2004년 3월 27일, OBS에서 중지된 후 수개월 후에 방송 개시, 시기는 불명)
- 미야자키현 미야자키 방송(상동, 2005년 9월 24일)
- 가고시마현 미나미니혼 방송(상동, 2005년 12월 27일)
- 오키나와현 오키나와 TV(후지테레비 계열, 2003년 9월 30일, 「FNN 슈퍼 뉴스(FNNスーパーニュース)」의 방송 시간 확대에 수반해 중단)
- 아키타현이나 야마나시현, 교토부(KBS 교토), 효고현(선 TV), 도쿠시마현(시코쿠 방송(JRT))에서는 일절 방송되지 않았다.
  - 여기까지의 방송국에서는, 후속 프로그램인 「하로모니@」를 일절 방송하지 않았다.

## 오프닝 테마
Hello!의 테마(2000년 셔플 유닛의 커플링곡)
- 프로그램 개시부터 반 년간 오프닝과 엔딩에서 사용되었다. 오프닝에서는 당시의 헬로! 프로젝트 멤버가 Hello!의 테마를 노래했다.
- 헬로! 프로젝트 멤버의 신곡노래 발표에서는 노래하는 멤버의 백 댄서로 다른 헬로! 프로젝트 멤버가 등장하거나 헬로! 프로젝트 멤버 전원이 스튜디오 라이브를 하는 일도 있었다.

## 사회
메인 코너 및 몇 개의 서브 코너의 사회를 맡았다. 정보 코너 등 코너에 따라서는 따로 정해진 사회자가 있었다. 또 2대째 이후는 모닝구무스메。를 졸업한 멤버가 취임하고 있었다.
- 초대 : 고토 마키(後藤真希) - 2000년 4월 9일 ~ 9월 24일)
  - 「사상 최연소 사회자인 고토 마키입니다.」라는 자기소개를 했었다.
  - 2000년 5월 21일까지는 보조역을 이치이 사야카(市井紗耶香)가 맡고 있었다. 또한, 같은 해 9월 10일은 감기 때문에 출연하지 않았다.
- 2대 : 나카자와 유코(中澤裕子) - 2001년 6월 10일 ~ 2003년 5월 25일)
  - 2001년 4월 15일 모닝구무스메。 졸업과 함께 프로그램도 졸업했다.(형식상) 하지만, 구분역의 부재나 4기 멤버의 빈발한 폭주등의 영향으로 졸업으로부터 2개월 후인 6월 10일(이 때 세트도 리뉴얼)부터 사회자로서 프로그램에 복귀했다.
  - 또한, 4대 사회자의 활동 자숙에 의해 2004년 12월 12일에서 2005년 4월 10일까지도 사회를 맡았다. 거기에 5대 사회자의 대역으로 2007년 2월 25일과 3월 4일(서투름 극복 프로그램만)에 사회를 맡았다
- 3대 : 야스다 케이(保田圭) - 2003년 6월 1일 ~ 10월 12일)
  - 2003년 6월 1일 방송된 「신 사회자 결정전」에서 우승한 아베 나츠미의 사퇴에 의해 결정되었다. 취임 기간은 단 4개월로 역대 사회자중에 제일 짧지만, 2004년 11월 28일의 제1회 하로프로 초 감사제SP를 다시 나카자와,아베와 세명이서 맡았다.
- 4대 : 아베 나츠미(安倍なつみ) - 2003년 10월 19일 ~ 2004년 12월 5일
  - 2004년 12월 활동 자숙이후 강판되어 나카자와와 교대 했다. 2005년 2월 복귀 후에도 다시 사회를 맡지 않았지만, 프로그램에 자주 출현했다.
- 5대 : 이시카와 리카(石川梨華) - (2005년 5월 29일 ~ 2007년 4월 1일)
  - 리뉴얼과 동시에 사회자에 취임했다. 사실상 최후의 사회자가 되었다.

### 스페셜 편성시의 특별 사회
아래처럼 스페셜 편성이 되었을 경우에는, 통상과는 다른 멤버가 사회를 맡았다.
- 제1회 하로프로 초 감사제SP (2004년 11월 28일) : 나카자와・아베・야스다
- 하로모니。 크리스마스SP (2005년 12월 25일) : 나카자와
- 도쿄 디즈니 리조트 대해부 스페셜 (2006년 4월 16일) : 나카자와
- 모닝구무스메。 타임 슬립SP (2006년 6월 18일) : 나카자와・이시카와

2006년 1월 이후에는, 전체가 로케이션 구성일 경우에는 TV 도쿄의 아나운서가 진행을 맡았다.

## 출연
- 모닝구무스메。
  - 메인 코너와 서브 코너에 재적 멤버 전원이 레귤러로 출연 하는 것이 원칙이었다.
  - 회에 따라서는 일부의 멤버가 무언가의 이유로 빠지는 일도 있었지만, 결석한 일 자체는 프로그램내에서 언급되지 않은 것이 많아, 특별한 경우를 제외하면 결석의 이유도 분명하지 않았다. 결석의 이유로는 유닛 활동, 솔로 활동(사진집의 촬영등), 이 프로그램내의 다른 코너 촬영, 다른 프로그램 촬영, 학교 행사등을 생각할 수 있었다.
- 전 모닝구무스메。
  - 메인 코너나 서브 코너에 게스트로 나오는 일이 많았다.
  - 그 외에는 정해진 코너에 정해진 멤버가 출연하는 일이 있었다.
  - 야구치 마리(矢口真里)는 모닝구무스메。를 탈퇴한 이후에는 거의 출연하지 않았다.(모닝구무스메。재적시 마지막 출연은 2005년 4월 24일. 그 다음은 2006년 9월 3일 하와이 팬클럽 투어에서 쯔지 노조미(辻希美)와 공동 출연했다. 또한 2007년에는 1월 14일의 「하로모니。BOX」와 3월 25일・4월 1일의 「팬이 선택한 한번 더 보고 싶은 명기획 베스트 100」에 출연했다.
- 모닝구무스메。와 전 모닝구무스메。이 외의 헬로! 프로젝트 멤버
  - 스테이지 라이브 외에도, 메인 코너나 서브 코너등에 가끔 게스트로 출연했다. 그중에서도 쯔지 노조미와 비유덴(美勇傳)의 미요시 에리카(三好絵梨香)와 오카다 유이(岡田唯)만은, 2006년 봄 이후(하로모니。 극장, 월드 풋치 게임등)에 모닝구무스메。의 멤버와 거의 같이 고정 출연했다.
  - 과거에는 T&C봄바의 스킬업 강좌(T&C봄바(T&Cボンバー)), 발레리나 전대 메론(메론키넨비(メロン記念日) 외), 아야야&미키티 하와이얀무스메。(마츠우라 아야(松浦亜弥), 후지모토 미키(藤本美貴) 이 두명은 현재의 GAM)와 같은 레귤러 코너를 방송 한 적도 있다.
- 헬로! 프로젝트 멤버 이 외의 출연자
  - 메인 코너와 서브 코너등에 여러차례 게스트로 출연했다.
- 프로그램 개시부터 반 년간은 당시의 하로! 프로젝트 멤버(모닝구무스메。, 헤이케 미치요(平家みちよ), T&C봄바, 미요시 치나츠(三佳千夏), 메론키넨비, 코코넛무스메。(ココナッツ娘。), 컨트리무스메。(カントリー娘。), 마에다 유키(前田有紀) <2000년 5월 14일~>)가 출연했고, 오프닝시에 출연 멤버의 자막이 표시되었다.
- 2005년 1월 30일 ~ 4월 24일은 당시의 모닝구무스메。와 전 모닝구무스메。의 멤버 전원이 출연했다. 또한 같은 해 12월 25일의 「하로모니。 크리스마스SP」에서는 당시의 모닝구무스메。 전원과 야구치 마리를 제외한 전 모닝구무스메。8인이 총출연 했다. 그 후 2006년 6월 18일의 「모닝구무스메。 타임 슬립SP」에서는 야구치 마리와 근신중 이었던 카고 아이(加護亜依)를 제외한 전 모닝구무스메。 7인이 총출연 했다.
- 2006년 4월 16일과 23일의 「도쿄 디즈니 리조트 대해부 스페셜」에는, 「레귤러 멤버 전원이 참가」라고 여겨지고 있었지만, 이 때에 참가한 것은 모닝구무스메。및 비유덴의 멤버 전원과 모닝구무스메。의 졸업 멤버중 나카자와·이이다·아베·야스다·고토·쯔지 19명이었다.
- 2007년 3월 25일의 「팬이 선택한 한번 더 보고싶은 명기획 베스트 100」에서는, 모닝구무스메。 전원과 아베 나츠미・고토 마키・카고 아이(근신처분중)를 제외한 전 모닝구무스메。 8명이 총출연했다. 덧붙여, VRT에는 카고도 나왔지만(50위・42위), 26일 카고가 헬로! 프로젝트로부터 계약해지 되었기 때문에, 지연 방송되는 지역에서는 처음에 「이 프로그램은 2007년 3월 14일에 촬영된 것입니다」라는 설명문의 자막을 넣어 방송했다. 또한, 4월 1일에도 같은 코너가 방송되었지만, 랭킹VTR중 카고가 나오는 부분은 잘렸다.(1위인 「미니모니。(ミニモニ。)탄생」의 VTR에서는, 마지막에 카고를 포함한 미니모니。의 초기 멤버 4명의 봉제인형이 비춰졌다.

## DVD

### 하로모니。극장(ハロモニ。劇場)
2003년 2월 26일에 발매 예정이었던 「하로! 모닝구。 걸작 콩트 대전집1(ハロー!モーニング。傑作コント大全集1)」이 발매 중지되어, 코너째로 시리즈화되었다.
- 하로! 모닝구。 하로모니。 극장 「버스가 올때까지」Vol.1(ハロー!モーニング。 ハロモニ。劇場「バスがくるまで」Vol.1) - (2003년 4월 23일)
- 하로! 모닝구。 하로모니。 극장 「버스가 올때까지」Vol.2(ハロー!モーニング。 ハロモニ。劇場「バスがくるまで」Vol.2) - (상동)
- 하로! 모닝구。 하로모니。 극장 「버스가 올때까지」Vol.3(ハロー!モーニング。 ハロモニ。劇場「バスがくるまで」Vol.3) - (2003년 5월 14일)
- 하로! 모닝구。 하로모니。 극장 Vol.4 「한낮의 모마마들&버스가 올때까지」(ハロー!モーニング。 ハロモニ。劇場 Vol.4 「昼下がりのモーママたち&バスがくるまで」) - (2003년 12월 26일)
- 하로! 모닝구。 하로모니。 극장 Vol.5 「역전 파출소 이야기&의사가 올때까지」(ハロー!モーニング。 ハロモニ。劇場 Vol.5 「駅前交番物語&医者がくるまで」) - (상동)
- 하로! 모닝구。 하로모니。 극장 Vol.6 「역전 파출소 이야기」(ハロー!モーニング。 ハロモニ。劇場 Vol.6 「駅前交番物語」) - (2004년 7월 28일)
- 하로! 모닝구。 하로모니。 극장 Vol.7 「역앞 파출소 이야기 특별편」(ハロー!モーニング。 ハロモニ。劇場 Vol.7 「駅前交番物語 特別編」) - (2005년 12월 21일)
- 하로! 모닝구。 하로모니。 극장 Vol.8 「공원길 삼번지」(ハロー!モーニング。 ハロモニ。劇場 Vol.8 「公園通り三丁目」) -（2005년 12월 21일）
- 하로! 모닝구。 하로모니。 극장 Vol.9 「공원길 삼번지&삼번지 반점」(ハロー!モーニング。 ハロモニ。劇場 Vol.9 「公園通り三丁目&三丁目飯店」) - (상동)
- 하로! 모닝구。 하로모니。 극장 Vol.10 「역전 광장에서」(ハロー!モーニング。 ハロモニ。劇場 Vol.10 「駅前広場にて」) - （2007년 2월 28일）

### 미니 콩트
- 하로! 모닝구。 미니모니。 뿅~성인&고마키펭귄 이야기(ハロー!モーニング。 ミニモニ。ぴょ～ん星人&ゴマキペンギン物語) - （2003년 5월 14일）
- 하로! 모닝구。 미니모니。 갓파의 꽃길(ハロー!モーニング。 ミニモニ。河童の花道) - （2004년 6월 30일）
- 하로! 모닝구。 미니모니。 욘큐씨(ハロー!モーニング。 ミニモニ。四休さん)（상동）

## 확대 스페셜 방송
이 프로그램에서는, 아래의 방송일에 확대 스페셜을 방송한 적이 있다.
- 헬로! 프로젝트 콘서트 밀착 (200년 8월 27일, 30분 방송시기의 11시 30분 ~ 12시 30분에 방송)
- 헬로! 프로젝트 라이브 (2001년 3월 4일, 30분 방송시기의 10시 30분 ~ 11시 54분, 2002년 3월 3일, 45분 방송시기의 11시 30분 ~ 12시 54분, 2003년 3월 2일 54분 방송시기와 2004년 2월 29일 60분 방송시기의 11시 00분 ~ 12시 24분에 방송)
- 모닝구무스메。 럭키7 오디션 신멤버 대결정 SP (2005년 1월 9일, 60분 방송시기의 11시 30분 ~ 12시 54분에 방송)

이 외에, 방송일은 아니었지만 2004년 1월 3일 토요일에 「올해도 건강하게 갑시다! 모닝구무스메。 신춘 스페셜(今年も元気に行きまっショイ!モーニング娘。新春スペシャル)」이 당시의 하로모니。 스탭의 손에 의해 제작돼서, 11시 30분 ~ 12시 54분에 방송되었다.

## 그 외
- TV 홋카이도에서는, 프로그램 종료 직전까지 무스메 도큐!(娘DOKYU!)→우타도킷! ~팝클래식스~(歌ドキッ! ～ポップクラシックス～)의 뒤에 이 프로그램을 방송했다.
- 노자와 나치(野沢那智)가 사회를 맡고 있는 라디오 프로그램「노자와 나치의 헬로 모닝(野沢那智のハローモーニング)」은 이 프로그램과 관계 없다.

## 같이 보기
- 하로! 모닝구。코너 일람
  - 하로모니。극장